# Пердаку
Пе́рдаку (эст. Perdaku) — деревня в волости Сетомаа уезда Вырумаа, Эстония. На языке сету также Пе́рдагу (Perdagu), Пя́рдагу (Pärdagu). Исторически относится к нулку Саатсеринна.
До административной реформы местных самоуправлений Эстонии 2017 года входила в состав волости Вярска уезда Пылвамаа.

## География и описание
Расположена в 46 километрах к востоку от уездного центра — города Выру — и в 12 километрах к юго-востоку от волостного центра — посёлка Вярска, на границе Эстонии с Россией. Высота над уровнем моря — 44 метра.
Климат переходный от морского к континентальному. Официальный язык — эстонский. Почтовый индекс — 64017.

## Население
По данным переписи населения 2021 года, в Пердаку насчитывалось 19 жителей, из них 16 (84,2 %) — эстонцы (сету в перечне национальностей выделены не были).
По данным переписи населения 2011 года, в деревне проживали 8 человек, из них 7 (87,5 %) — эстонцы (сету в перечне национальностей выделены не были).
Численность населения деревни Пердаку по данным переписей населения СССР и Департамента статистики:
| Год  | 1959 | 1970 | 1979 | 1989 | 2011 | 2017 | 2018 | 2019 | 2020 | 2021 |
| ---- | ---- | ---- | ---- | ---- | ---- | ---- | ---- | ---- | ---- | ---- |
| Чел. | 135  | ↘ 92 | ↘ 64 | ↘ 40 | ↘ 8  | ↗ 21 | → 21 | ↘ 19 | ↘ 18 | ↗ 19 |

## История
В письменных источниках 1686 и 1780 годов упоминается Пердовка, 1792 года — Пюрдова, 1904 года — Pärdagu, Perdagu, Пе́рдовка, 1920 года — Perdaga, 1922 года – Perdaku, 1923 года — Perdovka.
Деревня упомянута в церковной книге Сатсеринна 1780 года и на карте Псковщины 1792 года.
На военно-топографических картах Российской империи (1846–1880 годы), в состав которой входила Лифляндская губерния, деревня обозначена как Бюрдовка.
Во второй половине XIX века деревня входила в общину Моложва и относилась к приходу Саатсеринна.
В деревне работало несколько горшочных фабрик, в том числе фабрика Высонурми (Võsonurmi), фабрика Мартина Йыэсууля (Martin Jõesuul) и самая известная в регионе — горшочная фабрика Плийни (Pliini); в настоящее время разрушены.
Деревня считается типичной деревней северной Сетумаа немецкого ''хауфендорф''-типа (нем. Haufendorf, дома расположены свободными группами без всякого плана, но, как правило, вдоль улицы; дворы очень разных масштабов, обычно окруженные частоколом).

## Происхождение топонима
Основой топонима можно считать слово из южноэстонского диалекта пердун — «бутуз»; возможно также его происхождение от личного имени Пярт (Pärt : Pert : Perdi ~ Perde). Языковед Яак Симм объясняет происхождение топонима из прозвища Пердун или фамилий Пердунов и Пердаков. Для сравнения можно привести следующие слова: пердение — «испускание газов со звуком», пердак — «задница» и пердун — «трус», «балабол». В своё время были зарегистрированы также древнее русское имя Пердунъ и фамилии Пердаковъ и Пердуновъ (XV и XVII века).

## Комментарии
1. ↑  Эстонские топонимы, оканчивающиеся на -а, не склоняются и не имеют женского рода (исключение — Нарва)[8].